# 波赫丹尼夫卡 (新烏克蘭卡區)
48°28′46″N 30°53′45″E / 48.47944°N 30.89583°E
波赫丹尼夫卡（烏克蘭語：Богданівка），是烏克蘭中部的村莊，隸屬基洛夫格勒州的新烏克蘭卡區。該村始建於1875年，面積0.36平方公里，海拔高度130米，2001年人口40，人口密度每平方公里111.1人。